# Nina Bratčikova
Nina Olegovna Bratčikova (in russo Нина Олеговна Братчикова?; Žukovskij, 28 giugno 1985) è una tennista e allenatrice di tennis russa che in passato ha rappresentato il Portogallo.

## Biografia
Nina Bratčikova ha raggiunto il terzo turno agli Australian Open 2012 dove ha perso da Iveta Benešová. Dopo questo risultato è entrata nelle prime 100 (al numero 92). Ha ripetuto il terzo turno agli Open di Francia 2012 venendo stavolta sconfitta da Petra Kvitová in tre set.
Nel maggio del 2013, pochi giorni prima dell'inizio degli Open di Francia, ha annunciato di aver preso la nazionalità portoghese, salvo poi riprendere poco dopo quella russa
Pur essendo ancora attiva dall'ottobre 2014 nel circuito WTA, ha iniziato una carriera di allenatrice, seguendo Anna Blinkova.

## Statistiche WTA

### Doppio

#### Sconfitte (3)
| Legenda: Prima del 2009 | Legenda: Dal 2009     |
| ----------------------- | --------------------- |
| Grande Slam (0)         |                       |
| Argenti Olimpici (0)    |                       |
| WTA Finals (0)          |                       |
| Tier I (0)              | Premier Mandatory (0) |
| Tier II (0)             | Premier 5 (0)         |
| Tier III (0)            | Premier (0)           |
| Tier IV (1)             | International (2)     |
| Tier V (0)              | International (2)     |

| N. | Data           | Torneo                                        | Superficie  | Compagna            | Avversarie in finale              | Punteggio        |
| 1. | 5 ottobre 2008 | Tashkent Open, Tashkent                       | Cemento     | Kathrin Wörle       | Ioana Raluca Olaru Ol'ga Savčuk   | 7–5, 5–7, [7–10] |
| 2. | 24 aprile 2011 | Grand Prix SAR La Princesse Lalla Meryem, Fès | Terra rossa | Sandra Klemenschits | Andrea Hlaváčková Renata Voráčová | 3-6, 4-6         |
| 3. | 14 luglio 2013 | Hungarian Grand Prix, Budapest                | Terra rossa | Anna Tatišvili      | Andrea Hlaváčková Lucie Hradecká  | 4-6, 1-6         |

## Circuito WTA 125

### Doppio

#### Vittorie (1)
| N. | Data             | Torneo                  | Superficie | Compagna           | Avversarie in finale                  | Punteggio        |
| 1. | 11 novembre 2012 | Royal Indian Open, Pune | Cemento    | Oksana Kalašnikova | Julia Glushko Noppawan Lertcheewakarn | 6-0, 4-6, [10-6] |

## Risultati in progressione
| Sigla | Risultato               |
| ----- | ----------------------- |
| V     | Vincitore               |
| F     | Finalista               |
| SF    | Semifinalista           |
| O     | Oro olimpico            |
| A     | Argento olimpico        |
| SF    | Bronzo olimpico         |
| QF    | Quarti di Finale        |
| 4T    | Quarto turno            |
| 3T    | Terzo turno             |
| 2T    | Secondo turno           |
| 1T    | Primo turno             |
| RR    | Round Robin             |
| LQ    | Turno di qualificazione |
| A     | Assente                 |
| ND    | Non disputato           |

| Legenda superfici    |
| -------------------- |
| Cemento              |
| Terra battuta        |
| Erba                 |
| Superficie variabile |

### Singolare nei tornei del Grande Slam
| Torneo          | 2012 | 2013 | 2014 |
| --------------- | ---- | ---- | ---- |
| Australian Open | 3T   | 1T   | A    |
| Open di Francia | 3T   | 1T   | A    |
| Wimbledon       | 1T   | 1T   | A    |
| US Open         | 1T   | A    | A    |

#### Doppio nei tornei del Grande Slam
| Torneo          | 2012 | 2013 | 2014 |
| --------------- | ---- | ---- | ---- |
| Australian Open | 1T   | 1T   | A    |
| Open di Francia | 3T   | 2T   | A    |
| Wimbledon       | 1T   | A    | A    |
| US Open         | 2T   | 1T   | A    |

### Doppio misto nei tornei del Grande Slam
Nessuna partecipazione